# ما و اونا (مجموعه تلویزیونی)
ما و اونا(به انگلیسی: Us & Them) مجموعه کمدی است که به زودی از شبکه Fox پخش خواهد شد.

## خلاصه
بعد از رابطه عاشقانه شش‌ماهه از طریق اینترنت، گِیوین که ساکن نویورک است و استِیسی که در پِنسیلوِینیا زندگی می‌کند تصمیم می‌گیرند که ملاقاتی حضوری با یکدیگر داشته باشند. اینجاست که خانواده و دوستان دو طرف با دخالت‌های بیش از حد و نابجای خود این‌دو را به ستوه می‌آورند به طوری که دیگر فاصله مکانی بین گِیوین و استِیسی، مشکل اصلی‌شان نیست بلکه مشکل اصلی خانواده و دوستانشان است.